# Baskenland-Rundfahrt 2004
Die 61. Baskenland-Rundfahrt war ein Rad-Etappenrennen, das vom 5. bis 9. April 2004 stattfand. Das Rennen wurde über vier Etappen, eine Halbetappe und ein Einzelzeitfahren ausgetragen.

## Etappen
| Etappe    | Tag      | Start – Ziel         | km   | Etappensieger      |
| --------- | -------- | -------------------- | ---- | ------------------ |
| 1. Etappe | 5. April | Bergara – Bergara    | 139  | Alejandro Valverde |
| 2. Etappe | 6. April | Bergara – Zalla      | 180  | Beat Zberg         |
| 3. Etappe | 7. April | Zalla – Gasteiz      | 169  | Carlos Zárate      |
| 4. Etappe | 8. April | Gasteiz – Lekunberri | 182  | Denis Menchov      |
| 5a Etappe | 9. April | Lekunberri – Lazkao  | 072  | Jens Voigt         |
| 5b Etappe | 9. April | Lazkao (EZF)         | 08,5 | Bobby Julich       |